# Constantin Frantzen
Constantin Frantzen, né le 16 mars 1998 à Düsseldorf, est un joueur de tennis allemand, professionnel depuis 2021.

## Carrière
Il se spécialise dans le jeu en double avec son compatriote Hendrik Jebens. 
En 2023, ils remportent 6 tournois Challenger et atteignent leur première finale sur le circuit ATP en novembre à l'Open de Moselle.
En juillet 2024, pour leur première participation au tournoi de Wimbledon, il atteignent les quarts de finale en battant notamment les deuxièmes têtes de série Rohan Bopanna et Matthew Ebden au deuxième tour.

## Palmarès

### Finales en double messieurs
| No | Date       | Nom et lieu du tournoi  | Catégorie | Dotation    | Surface      | Vainqueurs                                   | Partenaire     | Score             |          |
| -- | ---------- | ----------------------- | --------- | ----------- | ------------ | -------------------------------------------- | -------------- | ----------------- | -------- |
| 1  | 05-11-2023 | Moselle Open Metz       | ATP 250   | 562 815 €   | Dur (int.)   | Hugo Nys Jan Zieliński                       | Hendrik Jebens | 6-4, 6-4          | Parcours |
| 2  | 22-07-2024 | Generali Open Kitzbühel | ATP 250   | 579 320 €   | Terre (ext.) | Alexander Erler Andreas Mies                 | Hendrik Jebens | 6-3, 3-6, [10-6]  | Parcours |
| 3  | 18-09-2024 | Hangzhou Open Hangzhou  | ATP 250   | 1 000 630 $ | Dur (ext.)   | Jeevan Nedunchezhiyan Vijay Sundar Prashanth | Hendrik Jebens | 4-6, 7-65, [10-7] | Parcours |

## Parcours dans les tournois duGrand Chelem

### En double messieurs
| Année | Open d'Australie                                                                 | Open d'Australie                                                            | Internationaux de France                                                     | Internationaux de France                                                          | Wimbledon | Wimbledon | US Open | US Open |
| ----- | -------------------------------------------------------------------------------- | --------------------------------------------------------------------------- | ---------------------------------------------------------------------------- | --------------------------------------------------------------------------------- | --------- | --------- | ------- | ------- |
| 2024  | 1er tour (1/32) H. Jebens \|\| style="text-align:left;" \| M. Arévalo Mate Pavić | 1er tour (1/32) H. Jebens \|\| style="text-align:left;" \| R. Matos M. Melo | 1/4 de finale H. Jebens \|\| style="text-align:left;" \| N. Skupski M. Venus | 1er tour (1/32) H. Jebens \|\| style="text-align:left;" \| A. Krajicek J-J. Rojer |           |           |         |         |
| 2025  |                                                                                  |                                                                             |                                                                              |                                                                                   |           |           |         |         |

N.B. : le nom du partenaire se trouve sous le résultat ; les noms des ultimes adversaires se trouvent à droite.

## Classements ATP en fin de saison
| Année          | 2015 | 2016 | 2017 | 2018 | 2019 | 2020 | 2021 | 2022 | 2023 |
| Rang en simple | –    | –    | –    | 1658 | –    | –    | –    | 1250 | –    |
| Rang en double | 1198 | –    | –    | –    | –    | –    | 1196 | 189  | 65   |

Source : (en) Classements de Constantin Frantzen sur le site officiel de la Fédération internationale de tennis